# Centris fluviatilis
Centris fluviatilis är en biart som beskrevs av Heinrich Friese 1924. Centris fluviatilis ingår i släktet Centris och familjen långtungebin. Inga underarter finns listade.